# WTA-toernooi van Seoel
Het WTA-toernooi van Seoel is een jaarlijks terugkerend tennistoernooi voor vrouwen dat wordt georganiseerd in de Zuid-Koreaanse hoofdstad Seoel. De officiële naam van het toernooi is Korea Open met ingang van 2009.
De WTA organiseert het toernooi dat tot en met 2019 in de categorie "International" viel, per 2021 overging naar de categorie WTA 125 om in 2022 terug te promoveren naar de, met "International" equivalente, categorie WTA 250. In 2024 werd het toernooi nog verder opgewaardeerd: naar categorie WTA 500. Het toernooi wordt gespeeld op hardcourt. De eerste editie werd in 2004 gehouden.

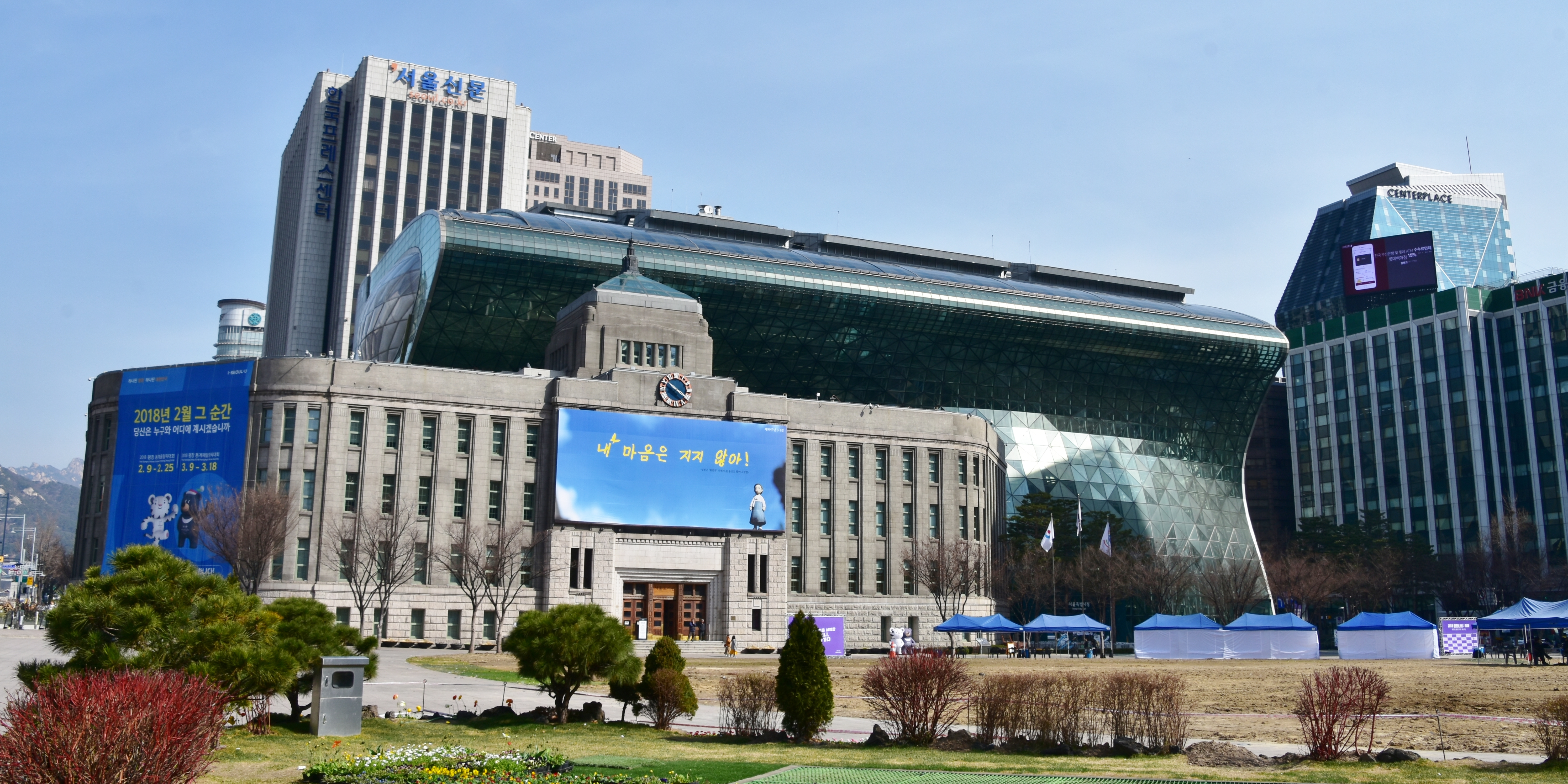
Stadhuis van Seoel

## Officiële toernooinamen
- 2004–2008: Hansol Korea Tennis Championships
- 2009–2011: (Hansol) Korea Open
- 2012–2013: (KDB) Korea Open
- 2014–2016: (Kia) Korea Open
- 2017–heden: (KEB) (Hana Bank) Korea Open

## Finales

### Enkelspel
| Datum      | Naam                                       | Cat.                                       | ($)                                        | Ondergrond                                 | Winnares                                   | Verliezend finaliste                       | Uitslag                                    |                                            |
| ---------- | ------------------------------------------ | ------------------------------------------ | ------------------------------------------ | ------------------------------------------ | ------------------------------------------ | ------------------------------------------ | ------------------------------------------ | ------------------------------------------ |
| 2004-09-27 | Hansol Korea Champ's                       | Tier IV                                    | 140.000                                    | hardcourt, buiten                          | Maria Sjarapova                            | Marta Domachowska                          | 6-1, 6-1                                   | details                                    |
| 2005-09-26 | Hansol Korea Champ's                       | Tier IV                                    | 140.000                                    | hardcourt, buiten                          | Nicole Vaidišová                           | Jelena Janković                            | 7-5, 6-3                                   | details                                    |
| 2006-09-25 | Hansol Korea Champ's                       | Tier IV                                    | 145.000                                    | hardcourt, buiten                          | Eléni Daniilídou                           | Ai Sugiyama                                | 6-3, 2-6, 7-6                              | details                                    |
| 2007-09-24 | Hansol Korea Champ's                       | Tier IV                                    | 145.000                                    | hardcourt, buiten                          | Venus Williams                             | Maria Kirilenko                            | 6-3, 1-6, 6-4                              | details                                    |
| 2008-09-22 | Hansol Korea Champ's                       | Tier IV                                    | 145.000                                    | hardcourt, buiten                          | Maria Kirilenko                            | Samantha Stosur                            | 2-6, 6-1, 6-4                              | details                                    |
| 2009-09-21 | Korea Open                                 | International                              | 220.000                                    | hardcourt, buiten                          | Kimiko Date-Krumm                          | Anabel Medina Garrigues                    | 6-3, 6-3                                   | details                                    |
| 2010-09-20 | Korea Open                                 | International                              | 220.000                                    | hardcourt, buiten                          | Alisa Klejbanova                           | Klára Zakopalová                           | 6-1, 6-3                                   | details                                    |
| 2011-09-19 | Korea Open                                 | International                              | 220.000                                    | hardcourt, buiten                          | MJ Martínez Sánchez                        | Galina Voskobojeva                         | 7-6, 7-6                                   | details                                    |
| 2012-09-17 | Korea Open                                 | International                              | 500.000                                    | hardcourt, buiten                          | Caroline Wozniacki                         | Kaia Kanepi                                | 6-1, 6-0                                   | details                                    |
| 2013-09-16 | Korea Open                                 | International                              | 500.000                                    | hardcourt, buiten                          | Agnieszka Radwańska                        | Anastasija Pavljoetsjenkova                | 6-7, 6-3, 6-4                              | details                                    |
| 2014-09-15 | Korea Open                                 | International                              | 500.000                                    | hardcourt, buiten                          | Karolína Plíšková                          | Varvara Lepchenko                          | 6-3, 6-7, 6-2                              | details                                    |
| 2015-09-21 | Korea Open                                 | International                              | 500.000                                    | hardcourt, buiten                          | Irina-Camelia Begu                         | Aljaksandra Sasnovitsj                     | 6-3, 6-1                                   | details                                    |
| 2016-09-19 | Korea Open                                 | International                              | 250.000                                    | hardcourt, buiten                          | Lara Arruabarrena                          | Monica Niculescu                           | 6-0, 2-6, 6-0                              | details                                    |
| 2017-09-18 | Korea Open                                 | International                              | 250.000                                    | hardcourt, buiten                          | Jeļena Ostapenko                           | Beatriz Haddad Maia                        | 6-7, 6-1, 6-4                              | details                                    |
| 2018-09-17 | Korea Open                                 | International                              | 250.000                                    | hardcourt, buiten                          | Kiki Bertens                               | Ajla Tomljanović                           | 7-6, 4-6, 6-2                              | details                                    |
| 2019-09-16 | Korea Open                                 | International                              | 250.000                                    | hardcourt, buiten                          | Karolína Muchová                           | Magda Linette                              | 6-1, 6-1                                   | details                                    |
| 2020       | toernooi geannuleerd wegens coronapandemie | toernooi geannuleerd wegens coronapandemie | toernooi geannuleerd wegens coronapandemie | toernooi geannuleerd wegens coronapandemie | toernooi geannuleerd wegens coronapandemie | toernooi geannuleerd wegens coronapandemie | toernooi geannuleerd wegens coronapandemie | toernooi geannuleerd wegens coronapandemie |
| 2021-12-20 | Korea Open                                 | WTA 125                                    | 115.000                                    | hardcourt, binnen                          | Zhu Lin                                    | Kristina Mladenovic                        | 6-0, 6-4                                   | details                                    |
| 2022-09-19 | Korea Open                                 | WTA 250                                    | 251.750                                    | hardcourt, buiten                          | Jekaterina Aleksandrova                    | Jeļena Ostapenko                           | 7-6, 6-0                                   | details                                    |
| 2023-10-09 | Korea Open                                 | WTA 250                                    | 259.303                                    | hardcourt, buiten                          | Jessica Pegula                             | Yuan Yue                                   | 6-2, 6-3                                   | details                                    |
| 2024-09-16 | Korea Open                                 | WTA 500                                    | 922.573                                    | hardcourt, buiten                          | Beatriz Haddad Maia                        | Darja Kasatkina                            | 1-6, 6-4, 6-1                              | details                                    |

### Dubbelspel
| Datum      | Naam                                       | Cat.                                       | ($)                                        | Ondergrond                                 | Winnaressen                                  | Verliezend finalistes                      | Uitslag                                    |                                            |
| ---------- | ------------------------------------------ | ------------------------------------------ | ------------------------------------------ | ------------------------------------------ | -------------------------------------------- | ------------------------------------------ | ------------------------------------------ | ------------------------------------------ |
| 2004-09-27 | Hansol Korea Tennis Championships          | Tier IV                                    | 140.000                                    | hardcourt, buiten                          | Cho Yoon-jeong Jeon Mi-ra                    | Chuang Chia-jung Hsieh Su-wei              | 6-3, 1-6, 7-5                              | details                                    |
| 2005-09-26 | Hansol Korea Tennis Championships          | Tier IV                                    | 140.000                                    | hardcourt, buiten                          | Chan Yung-jan Chuang Chia-jung               | Jill Craybas Natalie Grandin               | 6-2, 6-4                                   | details                                    |
| 2006-09-25 | Hansol Korea Tennis Championships          | Tier IV                                    | 145.000                                    | hardcourt, buiten                          | Virginia Ruano Pascual Paola Suárez          | Chuang Chia-jung Mariana Díaz Oliva        | 6-2, 6-3                                   | details                                    |
| 2007-09-24 | Hansol Korea Tennis Championships          | Tier IV                                    | 145.000                                    | hardcourt, buiten                          | Chuang Chia-jung Hsieh Su-wei                | Eléni Daniilídou Jasmin Wöhr               | 6-2, 6-2                                   | details                                    |
| 2008-09-22 | Hansol Korea Tennis Championships          | Tier IV                                    | 145.000                                    | hardcourt, buiten                          | Chuang Chia-jung Hsieh Su-wei                | Vera Doesjevina Maria Kirilenko            | 6-3, 6-0                                   | details                                    |
| 2009-09-21 | Korea Open                                 | International                              | 220.000                                    | hardcourt, buiten                          | Chan Yung-jan Abigail Spears                 | Carly Gullickson Nicole Kriz               | 6-3, 6-4                                   | details                                    |
| 2010-09-20 | Korea Open                                 | International                              | 220.000                                    | hardcourt, buiten                          | Julia Görges Polona Hercog                   | Natalie Grandin Vladimíra Uhlířová         | 6-3, 6-4                                   | details                                    |
| 2011-09-19 | Korea Open                                 | International                              | 220.000                                    | hardcourt, buiten                          | Natalie Grandin Vladimíra Uhlířová           | Vera Doesjevina Galina Voskobojeva         | 7-6, 6-4                                   | details                                    |
| 2012-09-17 | Korea Open                                 | International                              | 500.000                                    | hardcourt, buiten                          | Raquel Kops-Jones Abigail Spears             | Akgul Amanmuradova Vania King              | 2-6, 6-2, [10-8]                           | details                                    |
| 2013-09-16 | Korea Open                                 | International                              | 500.000                                    | hardcourt, buiten                          | Chan Chin-wei Xu Yifan                       | Raquel Kops-Jones Abigail Spears           | 7-5, 6-3                                   | details                                    |
| 2014-09-15 | Korea Open                                 | International                              | 500.000                                    | hardcourt, buiten                          | Lara Arruabarrena Irina-Camelia Begu         | Mona Barthel Mandy Minella                 | 6-3, 6-3                                   | details                                    |
| 2015-09-21 | Korea Open                                 | International                              | 500.000                                    | hardcourt, buiten                          | Lara Arruabarrena Andreja Klepač             | Kiki Bertens Johanna Larsson               | 2-6, 6-3, [10-6]                           | details                                    |
| 2016-09-19 | Korea Open                                 | International                              | 250.000                                    | hardcourt, buiten                          | Kirsten Flipkens Johanna Larsson             | Akiko Omae Peangtarn Plipuech              | 6-2, 6-3                                   | details                                    |
| 2017-09-18 | Korea Open                                 | International                              | 250.000                                    | hardcourt, buiten                          | Kiki Bertens Johanna Larsson                 | Luksika Kumkhum Peangtarn Plipuech         | 6-4, 6-1                                   | details                                    |
| 2018-09-17 | Korea Open                                 | International                              | 250.000                                    | hardcourt, buiten                          | Choi Ji-hee Han Na-lae                       | Hsieh Shu-ying Hsieh Su-wei                | 6-3, 6-2                                   | details                                    |
| 2019-09-16 | Korea Open                                 | International                              | 250.000                                    | hardcourt, buiten                          | Lara Arruabarrena Tatjana Maria              | Hayley Carter Luisa Stefani                | 7-6, 3-6, [10-7]                           | details                                    |
| 2020       | toernooi geannuleerd wegens coronapandemie | toernooi geannuleerd wegens coronapandemie | toernooi geannuleerd wegens coronapandemie | toernooi geannuleerd wegens coronapandemie | toernooi geannuleerd wegens coronapandemie   | toernooi geannuleerd wegens coronapandemie | toernooi geannuleerd wegens coronapandemie | toernooi geannuleerd wegens coronapandemie |
| 2021-12-20 | Korea Open                                 | WTA 125                                    | 115.000                                    | hardcourt, binnen                          | Choi Ji-hee Han Na-lae                       | Valentini Grammatikopoulou Réka Luca Jani  | 6-4, 6-4                                   | details                                    |
| 2022-09-19 | Korea Open                                 | WTA 250                                    | 251.750                                    | hardcourt, buiten                          | Kristina Mladenovic Yanina Wickmayer         | Asia Muhammad Sabrina Santamaria           | 6-3, 6-2                                   | details                                    |
| 2023-10-09 | Korea Open                                 | WTA 250                                    | 259.303                                    | hardcourt, buiten                          | Marie Bouzková Bethanie Mattek-Sands         | Luksika Kumkhum Peangtarn Plipuech         | 6-2, 6-1                                   | details                                    |
| 2024-09-16 | Korea Open                                 | WTA 500                                    | 922.573                                    | hardcourt, buiten                          | Nicole Melichar-Martinez Ljoedmila Samsonova | Miyu Kato Zhang Shuai                      | 6-1, 6-0                                   | details                                    |

2004 · 2005 · 2006 · 2007 · 2008 · 2009 · 2010 · 2011 · 2012 · 2013 · 2014 · 2015 · 2016 · 2017 · 2018 · 2019 · 2020 · 2021 · 2022 · 2023 · 2024
ITF-toernooien (mannen en vrouwen)

ATP-toernooien (mannen) – ATP-seizoen 2025

WTA-toernooien (vrouwen) – WTA-seizoen 2025

Voormalige toernooien mannen
Voormalige toernooien vrouwen
Voormalige amateurtoernooien